# كارلوس ماركيز
كارلوس ماركيز (6 فبراير 1983 بلشبونة في البرتغال - ) هو لاعب كرة قدم برتغالي في مركز الدفاع. شارك مع منتخب البرتغال تحت 16 سنة لكرة القدم ومنتخب البرتغال تحت 19 سنة لكرة القدم ومنتخب البرتغال تحت 20 سنة لكرة القدم ومنتخب البرتغال تحت 21 سنة لكرة القدم. أما مع النوادي، فقد لعب مع أولمبياكوس نيقوسيا وأيل ليماسول وإثنيكوس وسبورتينغ لشبونة ب ونادي أونياو دا ماديرا ودوكسا كاتوكوبياس ‏ ونادي بافوس وأوفارينسه ديبورتيفا ‏ وAPOP Kinyras FC ‏ وألكي لارانكا ‏ وC.D. Olivais e Moscavide ‏.

## وصلات خارجية
- كارلوس ماركيز على موقع قاعدة بيانات كرة القدم.إي يو (الإنجليزية)
- كارلوس ماركيز على موقع Soccerway.com (الإنجليزية)
- كارلوس ماركيز على موقع عالم كرة القدم.نت (الإنجليزية)